# 万安文峰塔
万安文峰塔，位于山西省临汾市洪洞县万安镇万安村东南乡卫生所内，建于清康熙三十五年（1696），道光二十九年重修。六边形八层实心砖塔，高近20米。1985年8月，万安文峰塔公布为洪洞县文物保护单位。